# Безтолковий вомбат
Безтолко́вий во́мбат — радянський анімаційний фільм 1990 року студії Укранімафільм, режисер — Сергій Кушнеров. Мультфільм знятий за мотивами казки «Безтолковий Вомбат» (The Muddle-Headed Wombat).
Ймовірно, що початково фільм планувався багатосерійним, про що свідчить напис «Кінець першої серії» в кінці картини, проте про існування продовжень невідомо.

## Сюжет
За мотивами казки австралійської письменниці Рут Парк (в мультфільми Рут Спарк). Товариський Во́мбат намагається зав'язати знайомства з мешканцями австралійської напівпустелі. Проте ані три кенгуру, ані виводок страусів бажання знайомитися не виявили. Вомбат починає сумувати та раптом виявляється, що просто на нього біжать безліч тварин. Вомбат починає з ними вітатися, намагаючись почати розмову, але ніхто не зупиняється.
Раптово у Вомбата врізається Заєць і валить його з ніг. Заєць намагається щось пояснити Вомбату, проте йому заважає це зробити морква у роті. Вомбат її витягає і Заєць одразу ж починає панічно кричати й бігти далі.
Причиною паніки звірів стала поява Браконьєрів на позашляховику, що намагалися вполювати яку-небудь тварину. Джип Браконьєрів врізається у Вомбата, перекидається, летить кудись далеко, звідки до Вомбата долинає гуркіт, який видається йому громом.
Несподівано звідкись доноситься плач і Вомбат за звуком знаходить Пані Мишу, котра плаче, бо загубила окуляри. Вомбат їх знаходить, а Пані Миша дарує йому за це сопілку. Через невеликі, «мишачі», розміри сопілки та свою необережність, Вомбат ковтає сопілку. Тепер при кожному вомбатовому слові чи подиху лунає музика. Пані Миша та Вомбат вирішують їхати до людей, щоб своєю музикою заробити гроші та купити «велосипед із червоними колесами».
У місті концерт Вомбата та Пані Миші привертає увагу багатьох перехожих, котрі з радістю кидають їм гроші. Але також концерт привертає увагу Браконьєрів, котрі проходили повз — перебинтовані та у гіпсі після зіткнення з Вомбатом. Браконьєри звертають увагу Поліцейського на вуличний концерт. Поліцейський припиняє виступ Вомбата та Пані Миші та хоче забрати їх до Сержанта у відділок поліції. Вомбат, почувши цю новину, починає бігти, на що Поліцейський та Браконьєри кидаються навздогін.
Виявляється, що Вомбат добровільно біг до відділку, захоплений пропозицією побачити на власні очі пана Сержанта. Сержант впізнає Браконьєрів та арештовує їх. Водночас Пані Миша зароблені за концерт гроші витрачає на викуп бездомного кота, якого тримають у відділку.
Вже на вулиці Вомбат сумує, що не вдалося придбати велосипед. Натомість Пані Миша палкою ковбаси «Салямі» схиляє до дружби з ними бездомного кота — Вернона ля Б'юсса — і оптимістично оголошує: «На нас чекають нові пригоди!». Вомбат, Пані Миша і Вернон йдуть вулицею та зникають вдалині.

## Персонажі

### Головні
- Во́мбат — добродушний, наївний та дещо тупуватий екстраверт, котрий безуспішно шукає друзів. Але зустріч із Пані Мишею докорінно змінює його життя — вона стає його першим та найкращим другом. Після цієї зустрічі Вомбат при кожному сказаному слові видає звуки сопілки, котру йому подарувала Пані Миша та котру він випадково ковтнув.
- Па́ні Ми́ша — Mus Rodentia, що носить окуляри та має схильність до істерик. Проте, незважаючи на останнє, товариська та достатньо винахідлива.

### Другорядні
- Браконьєри — трійця чоловіків, що полює на тварин у савані, а у місті «здає» головних героїв поліції. До складу трійці входить заможний «джентльмен» та його помічники — низенький, небритий та агресивний та великий, сильний і флегматичний.
- Заєць — намагається розповісти Вомбату про полювання Браконьєрів, а пізніше, рятуючись він них, досить успішно самостійно летить.
- Поліціянт та Сержант — охоронці правопорядку. Поліціянт, після «наводки» Браконьєрів, намагається арештувати головних героїв через концерт у місті, а Сержант натомість арештує Браконьєрів, котрі гналися за Вомбатом та Пані Мишею аж до відділку поліції.
- Кіт, він же Вернон ля Б'юсс — «бродячий кіт», як його називає Сержант, найімовірніше, француз, бо у розмові вживає французькі слова (наприклад, Poqua, Oui тощо). Головні герої знайомляться з ним у відділку поліції та викуповують. За паличку «Салямі» від Пані Миші Вернон згоджується мандрувати далі з ними.

## Над фільмом працювали
- Автор сценарію: Т. Власова;
- Кінорежисер: Сергій Кушнеров (у титрах С. Кушніров);
- Художник-постановник: Наталя Чернишова;
- Кінооператор: Ірина Сергєєва;
- Композитор: Володимир Бистряков;
- Звукооператор: Ізраїль Мойжес;
- Художники-мультиплікатори: Сергій Кушнеров, Марина Корольова, Марина Медвідь;
- Асистенти: Людмила Кучерова, Олена Дьомкіна, Н. Северіна, Тетяна Черні, Ярослава Руденко-Шведова (у титрах Я. Руденко);
- Монтаж: Лідія Мокроусова;
- Редактор: Світлана Куценко;
- Директор знімальної групи: Станіслав Лещенко.

### Ролі озвучили:
- Наталія Рожкова — Миша, другорядні герої,
- Валерій Чигляєв — Вомбат, другорядні герої.